# شهرستان فرمونت (آیووا)
شهرستان فرمونت، آیووا (به انگلیسی: Fremont County, Iowa) شهرستانی در ایالات متحده آمریکا است که در آیووا واقع شده‌است.